# 마르타 루시아 라미레스

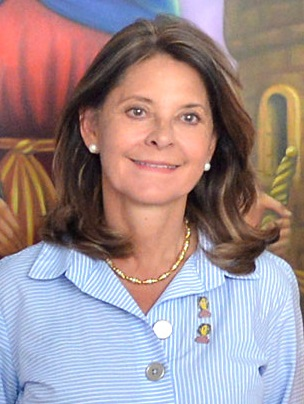
마르따 루시아.

마르타 루시아 라미레스(스페인어: Marta Lucía Ramírez, 1954년 7월 4일 ~ )는 콜롬비아의 정치인으로, 콜롬비아의 제12대 부통령이다. 그녀의 정당은 콜롬비아 보수당이며 1991년부터 1993년까지 무역부 차관, 1998년부터 2002년까지 무역부 장관, 2002년부터 2003년까지 국방부 장관을 지냈으며, 2006년부터 2009년까지 상원의원으로 활동하면서 여성인권 관련 문제를 담당했다. 2018년 8월 7일에 민주중도당 소속의 현 대통령인 이반 두케가 취임하자마자 러닝메이트로 지명되어 부통령으로 당선되었다.

## 역대 선거 결과
| 선거명      | 직책명            | 대수 | 정당            | 1차 득표율 | 1차 득표수  | 2차 득표율 | 2차 득표수   | 결과 | 당락                 |
| ----------- | ----------------- | ---- | --------------- | ---------- | ----------- | ---------- | ------------ | ---- | -------------------- |
| 2014년 선거 | 콜롬비아의 대통령 | 32대 | 콜롬비아 보수당 | 15.52%     | 1,997,980표 |            |              | 3위  | 낙선                 |
| 2018년 선거 | 콜롬비아의 부통령 | 12대 | 콜롬비아 보수당 | 39.14%     | 7,569,693표 | 53.98%     | 10,373,080표 | 1위  | 콜롬비아 부통령 당선 |